# Język batak (Filipiny)
Język batak – język austronezyjski z grupy języków filipińskich, jeden z języków wyspy Palawan. Według danych z 2005 r. posługiwało się nim wówczas 360 osób.
Obszar grupy etnicznej Batak obejmuje szereg miejscowości w północnej i centralnej części wyspy (Babuyan, Maoyon, Tanabag, Langogan, Tagnipa, Caramay, Buayan). Ludność ta nie jest bliżej spokrewniona z Batakami z Sumatry; zbieżność nazw uchodzi za przypadkową.
Jest znacznie zróżnicowany wewnętrznie, do czego przyczyniają się wpływy okolicznych języków. Powszechna jest wielojęzyczność (w zależności od lokalizacji znane są języki: cuyonon, tagalski, tagbanwa, agutaynen, kayaganen). Presja dominujących języków lokalnych sprawia, że batak jest zagrożony wymarciem.
Jest zapisywany alfabetem łacińskim.